# سيموني إسبوزيتو
سيموني إسبوزيتو (بالإيطالية: Simone Esposito)‏ (24 مايو 1990 بتورينو في إيطاليا - ) هو لاعب كرة قدم إيطالي في مركز الهجوم. شارك مع منتخب إيطاليا تحت 17 سنة لكرة القدم. أما مع النوادي، فقد لعب مع نادي أسكولي ونادي ريجيانا 1919 ويوفنتوس ونادي غروسيتو.

## وصلات خارجية
- سيموني إسبوزيتو على موقع إي إس بي إن إف سي (الإنجليزية)
- سيموني إسبوزيتو على موقع قاعدة بيانات كرة القدم.إي يو (الإنجليزية)
- سيموني إسبوزيتو على موقع Soccerway.com (الإنجليزية)